# Francesco Gnecco
Francesco Gnecco (Gènova, 1769 - Milà, 1810) fou un compositor italià.
Els seus pares el volien dedicar al comerç però sentint una irresistible vocació per la música, després d'estudiar algun temps amb G. L. Mariani, es dedicà a la composició, i produí cert nombre d'òperes d'estil vulgar i de poc interès tècnic, però molt hàbils des del punt de vista escènic i que assoliren força èxit a Nàpols, Venècia, Milà, Roma, Gènova, Pàdua i Liorna. Es va fer especialment famós amb La prova d'un'opera seria (1803), basada, com tantes altres òperes bufes, en els problemes d'empresaris, cantants i teatres d'òperes sense recursos.

## Òperes principals
- La prova d'un'opera seria
- Carolina e Filandro
- Arsace e Semiramide
- Gli amanti filarmonici
- I falsi ganatuomini